# Satellite de télécommunications
Pour les articles homonymes, voir Satellite.

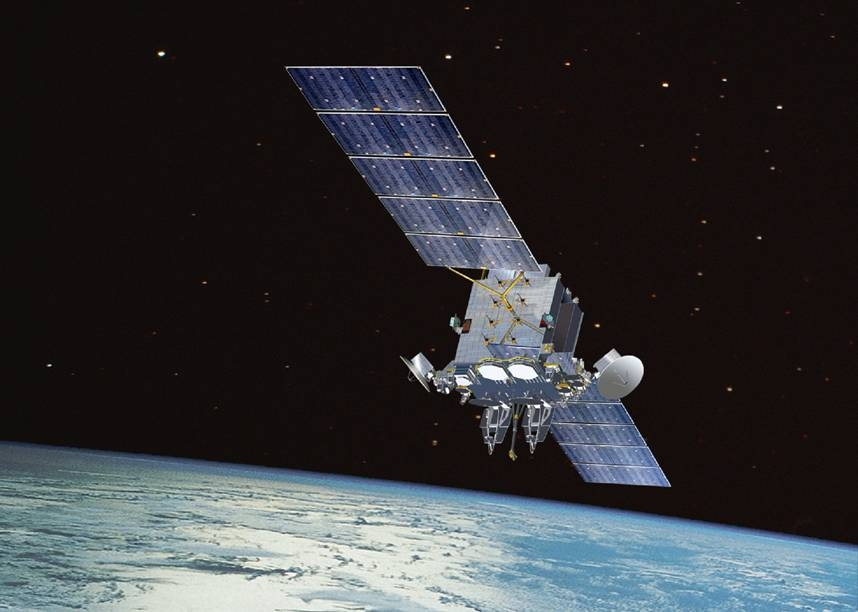
Satellite de télécommunications militaire AEHF, série déployée au cours de la décennie 2010 (vue d'artiste).

Un satellite de télécommunications est un satellite artificiel placé dans l'espace pour des besoins de télécommunications. Selon le besoin, il circule sur une orbite géostationnaire, une orbite terrestre basse ou une orbite de Molnia d’où il relaie le signal émis par des stations émettrices vers des stations réceptrices. Les télécommunications par satellite constituent la première application commerciale de l'ère spatiale avec le lancement d'un premier satellite opérationnel (Intelsat I) en 1965. Développé initialement pour les télécommunications téléphoniques longue distance à une époque où seuls les câbles sous-marins permettaient le transport à longue distance de la voix depuis le milieu du XXe siècle, il a trouvé depuis d'autres applications. Le gros de l'activité concerne la diffusion de programmes de télévision. Pour des services fixes, les satellites de communications apportent une technologie complémentaire à la fibre optique. Ils sont également utilisés pour des applications mobiles, comme des communications vers les navires ou les avions.
Le développement des télécommunications spatiales est confié initialement à des organismes internationaux (Intelsat et Inmarsat). Les progrès techniques et la forte croissance de l'activité permettent l'émergence dans les années 1970 de nombreuses sociétés d'envergure régionale.
Le secteur des télécommunications spatiales fait vivre une poignée de constructeurs de satellites qui se partagent un marché relativement stable d'une vingtaine de satellites géostationnaires par an, et plusieurs dizaines d'opérateurs de satellites.

## Principe
Un satellite placé sur une orbite géostationnaire semble fixe à un observateur à la surface de la Terre. Il fait le tour de la Terre en 23 h 56 min, à vitesse constante, à la verticale de l'équateur. Ce type d'orbite est très pratique pour les applications de communication car les antennes au sol, qui doivent impérativement être pointées vers le satellite, peuvent fonctionner efficacement sans devoir être équipées d'un système de poursuite des mouvements du satellite, système coûteux et compliqué à exploiter. Dans le cas d'applications nécessitant un très grand nombre d'antennes au sol (comme la diffusion de bouquets de télévision numérique), les économies réalisées sur les équipements au sol justifient largement la complexité technologique du satellite et le surcoût de la mise sur une orbite relativement haute (près de 36 000 km).

## Historique

### L'invention du satellite de télécommunications

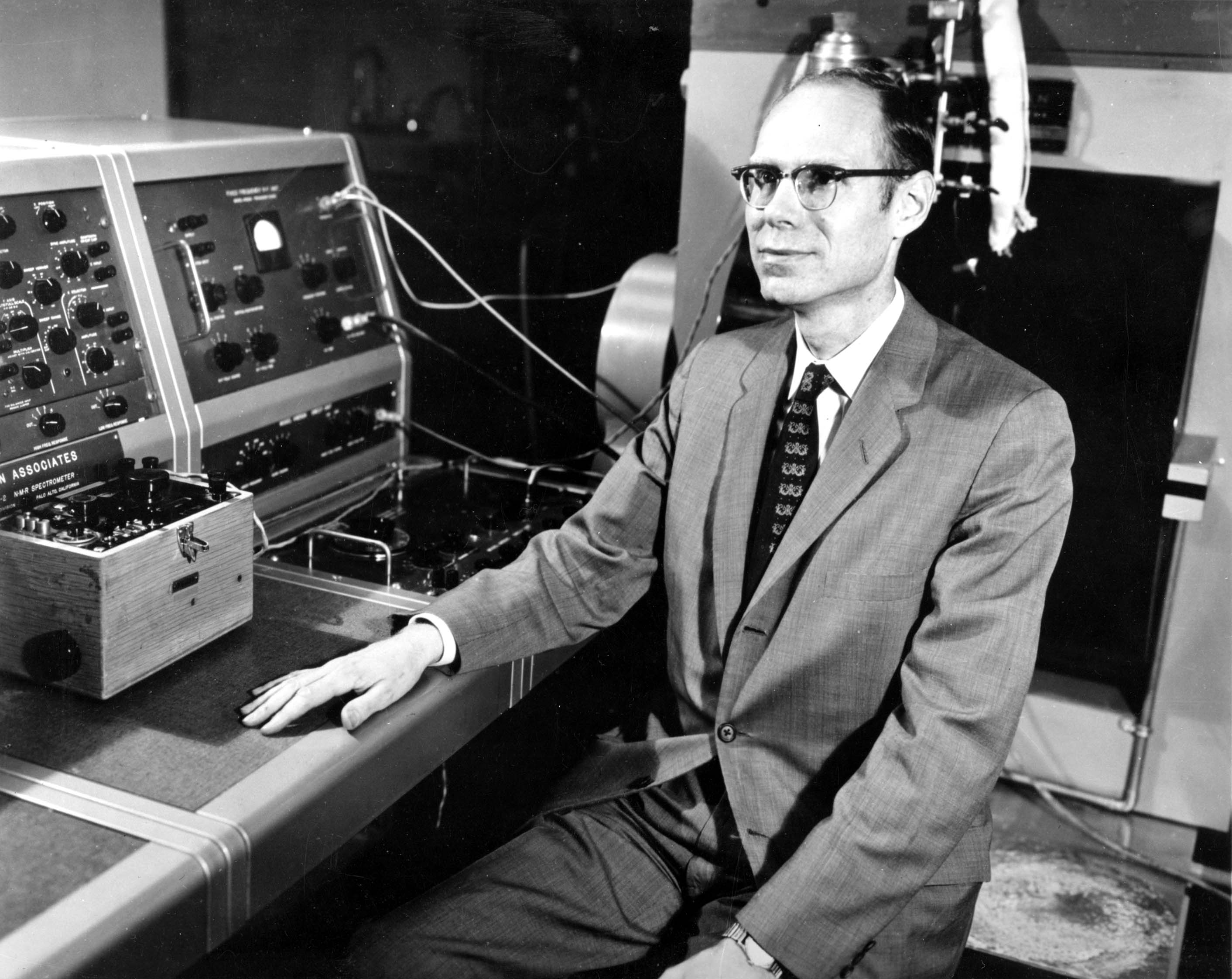
John Robinson Pierce ingénieur pionnier des télécommunications spatiales.

Avant même le début de l'ère spatiale (1957), les chercheurs comme les industriels comprennent que les satellites peuvent être utilisés pour améliorer les communications à longue distance.
Le concept de satellite de télécommunications géostationnaire est exposé pour la première fois par Arthur C. Clarke, qui se fonde sur des travaux de Constantin Tsiolkovski et sur un article de Herman Potočnik, écrit en 1929 sous le pseudonyme de Herman Noordung avec pour titre Das Problem der Befahrung des Weltraums — der Raketen-motor. En octobre 1945 Clarke publie un article intitulé « Extra-terrestrial Relays » dans le magazine britannique Wireless World. L'article décrit les lois fondamentales régissant le déploiement de satellites artificiels en orbite géostationnaire à des fins de relayer des signaux radio. Pour cette raison, Arthur C. Clarke est considéré comme l'inventeur du satellite de communication. John Robinson Pierce est le premier à tenter de concrétiser cette nouvelle idée. Cet ingénieur, pionnier dans le développement des télécommunications et employé par la principale société américaine de télécommunications AT&T, publie une étude en 1955 sur les caractéristiques techniques, les apports et les coûts d'un satellite positionné au-dessus de l'Océan Atlantique et relayant les communications téléphoniques entre l'Europe et l'Amérique du Nord. D'après ses estimations, un tel satellite aurait une capacité de 1 000 communications téléphoniques simultanées, chiffre qu'il rapproche des 36 liaisons simultanées permises par le premier câble transatlantique (TAT-1) dont l'inauguration est prévue en 1956. Par contre, il évalue le coût d'un tel satellite à 1 milliard US$ (TAT-1 : 30-50 millions US$).

### Les télécommunications longue distance dans les années 1950
À l'époque de l'article de Clarke, les télécommunications longue distance s'effectuent par ondes radio hyperfréquence. Les câbles téléphoniques sous-marins de grande longueur ne permettent pas de transmettre la voix humaine. Seuls les messages télégraphiques utilisant l'alphabet morse peuvent transiter par le câble. Le fonctionnement des communications longue distance par radio, quant à lui, est tributaire des conditions météorologiques et du comportement de l'ionosphère sur laquelle les ondes radio doivent se réfléchir. Les tempêtes solaires et les orages magnétiques peuvent ainsi perturber voire interdire toute liaison téléphonique. La transmission de chaines de télévision qui font leur apparition à cette époque est encore plus difficile. La transmission par radio est impossible et la diffusion doit se faire par un réseau dense d'antennes-relais pour permettre une couverture complète, ce qui interdit leur diffusion au-delà des océans. Toutefois, au milieu des années 1950, des solutions techniques commencent à émerger grâce aux progrès de l'électronique stimulés par les recherches entreprises durant la Seconde guerre mondiale. Le premier câble transatlantique (TAT-1) capable d'établir 36 liaisons téléphoniques simultanées est inauguré en 1956. Au cours des deux décennies suivantes, la mise au point du transistor, qui remplace progressivement le tube à vide, va permettre de faire passer la capacité des câbles à plusieurs milliers de communications simultanées.
Dès leurs débuts, les télécommunications par satellite sont mises en concurrence avec le câble. Le satellite présente trois avantages : il peut desservir de multiples stations terrestres alors que le câble ne peut aller que d'un point à un autre, son coût est indépendant de la distance et il n'est pas gêné par les obstacles physiques (océans) et les frontières politiques. Les partisans du câble mettent en avant l'expérience acquise par une industrie qui remonte à plus d'un siècle alors que la technologie des satellites est encore balbutiante. Les besoins futurs sont difficiles à évaluer et cette incertitude ne justifie pas des investissements importants dans une nouvelle technique. La transmission de grands volumes de données, la diffusion de chaines de télévision sur l'ensemble de la planète sont inexistants. Le nombre d'appels internationaux est réduit. Par ailleurs, les technologies et les moyens financiers nécessaires pour réaliser des satellites de télécommunications et surtout des lanceurs sont à la portée de très peu de pays.

### Premiers prototypes

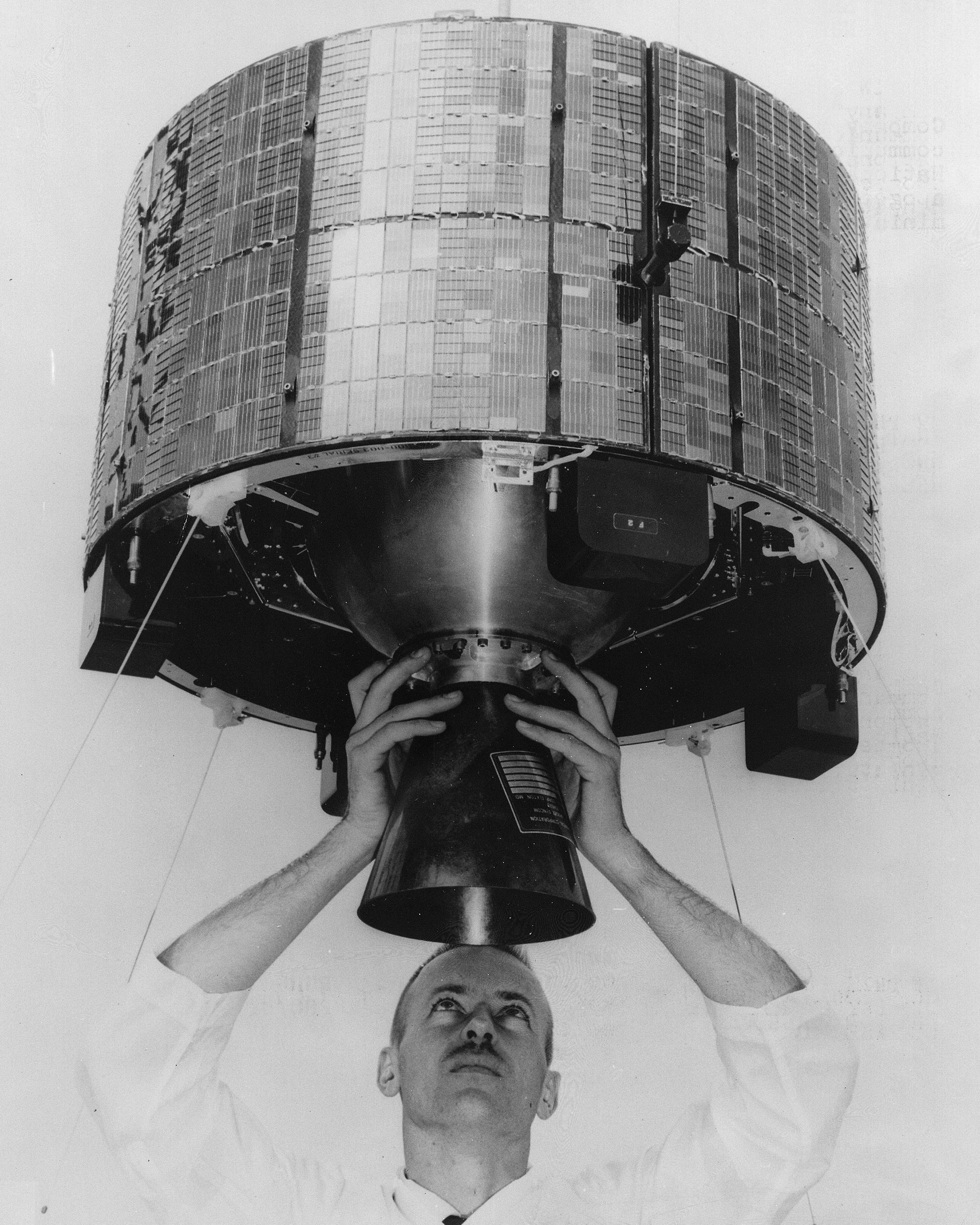
Syncom-1 lancé en 1963 premier satellite de télécommunications placé en orbite géostationnaire.

Après le lancement du premier satellite artificiel en 1957, Spoutnik 1, de nombreux acteurs étudient les opportunités qu'ouvre l'ère spatiale dans le domaine des télécommunications. Le Congrès américain décide initialement que les travaux de recherche sur ce sujet seront pilotés pour les satellites passifs par l'agence spatiale civile tout juste créée, la NASA, tandis que le département de la Défense aura en charge la mise au point des satellites actifs (comportant des dispositifs d'amplification du signal, les répéteurs) plus prometteurs mais plus complexes. Les militaires américains ont immédiatement identifié le potentiel des satellites de télécommunications. Le département de la Défense américain fait développer le premier satellite de télécommunications SCORE. Celui-ci est capable d'enregistrer un message de 4 minutes puis de le retransmettre. La NASA lance en 1960 le satellite passif Echo : celui-ci est un ballon de plus de 30 mètres de diamètre, fait de PET recouvert d'aluminium qui sert de relais passif pour les communications radio. Le satellite Courier 1B, construit par la société américaine Philco et lancé le 4 octobre 1960 est le premier satellite emportant un répéteur actif à bord. Sa mission dure 17 jours,.
En 1960 La société AT&T demande à l'organisme régulateur américain des télécommunications, la FCC l'autorisation de développer un satellite de télécommunications opérationnel mais, à la surprise de tous, le gouvernement américain de l'époque ne donne pas son accord en avançant qu'il ne dispose pas du dispositif législatif nécessaire pour gérer toutes les implications d'une telle décision. Mi 1961 la NASA passe commande auprès de la société RCA d'un premier prototype de satellite de télécommunications actif Relay placé sur une orbite moyenne. De son côté AT&T construit un satellite de même type TELSTAR qui est lancé par la NASA le 10 juillet 1962. Toutefois un satellite placé sur une orbite moyenne n'est visible depuis une station terrestre que durant quelques minutes. Il faut donc un grand nombre de satellites de ce type pour assurer une couverture permanente. Le choix d'une orbite géostationnaire décrite par Clarke permet avec un seul satellite d'assurer une couverture de 40 % de la surface du globe mais présente deux inconvénients : il faut un lanceur puissant pour placer le satellite sur cette orbite circulaire à 36 000 km d'altitude alors que les lanceurs du début de l'ère spatiale ont une capacité réduite. D'autre part la distance introduit un délai dans la communication.

Schéma mise en orbite géostationnaire.

L'agence spatiale américaine commande à Hughes Aircraft Company la réalisation du premier satellite géostationnaire SYNCOM. Les ingénieurs de Hughes Aircraft mettent au point la technique de lancement en orbite géostationnaire qui permet d'utiliser au mieux les capacités du lanceur et qui sera systématiquement appliquée par la suite : le 26 juillet 1963 le satellite Syncom est placé par une fusée Thor-Delta sur une orbite basse (1 sur le schéma ci-contre) puis le dernier étage est allumé pour placer le satellite sur une orbite elliptique dont l'apogée se situe à 36 000 km (Orbite de transfert géostationnaire 2). Enfin un moteur d'apogée à propergol solide solidaire du satellite circularise l'orbite (3). Ce premier satellite géostationnaire a une masse limitée à 39 kg et n'est que géosynchrone c'est-à-dire que sa longitude est fixe mais sa latitude oscille entre 39°N et 39S. Il remplit néanmoins parfaitement son rôle. Un deuxième satellite Syncom lancé en juillet 1964 est placé sur une orbite géostationnaire fixe au-dessus de l'équateur et retransmet les Jeux Olympiques de Tokyo. Le projet militaire de satellite de télécommunications, ADVENT, est par contre abandonné un an plus tard victime des retards dus à la complexité du satellite envisagé et des surcoûts du projet. Le projet conçu par les militaires est trop ambitieux pour l'époque. Il porte sur un satellite stabilisé 3 axes alors que les prototypes de la NASA et d'AT&T sont spinnés (en rotation autour d'un axe). Ces derniers sont plus simples mais interdisent le déploiement d'antennes de grande taille ou de panneaux solaires (les cellules solaires sont sur le corps du satellite qui est de forme cylindrique) ce qui limite leur capacité. Du fait notamment de ce choix le satellite étudié par les militaires est beaucoup plus lourd ce qui impose un lanceur disposant d'un étage supérieur puissant. Or le seul étage supérieur adapté, le Centaur est en développement. Le projet accumule les retards et ne sera définitivement au point qu'en 1966. Le premier satellite de télécommunications commercial stabilisé 3 axes ne sera lancé qu'en 1975 (Satcom) mais cette architecture technique se généralisera par la suite.

### LaCommunications Satellite Actet la création de COMSAT (1962)

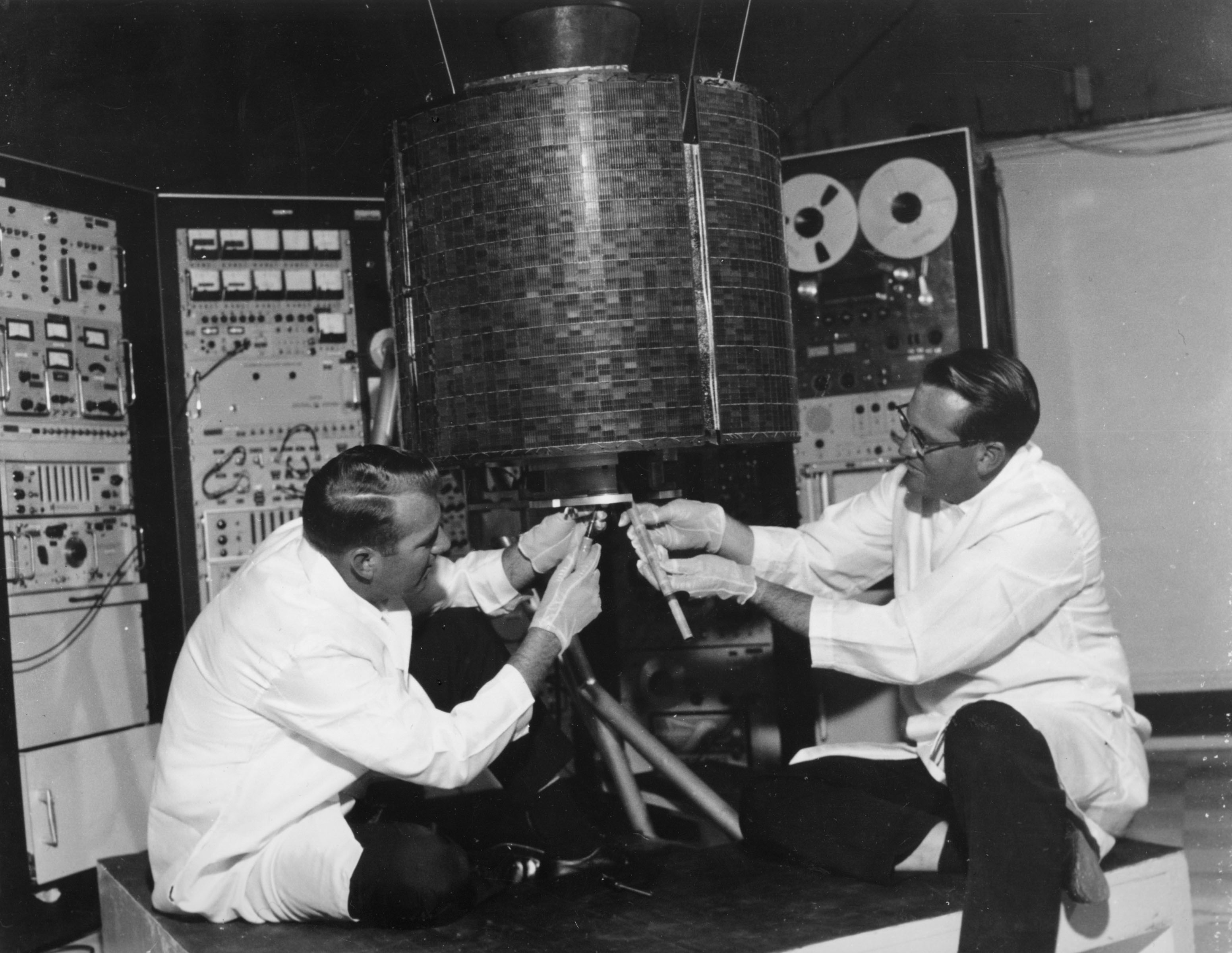
Intelsat I, premier satellite de télécommunications opérationnel (1965). D'une masse de 65 kg, il permet de gérer 480 communications téléphoniques simultanées.

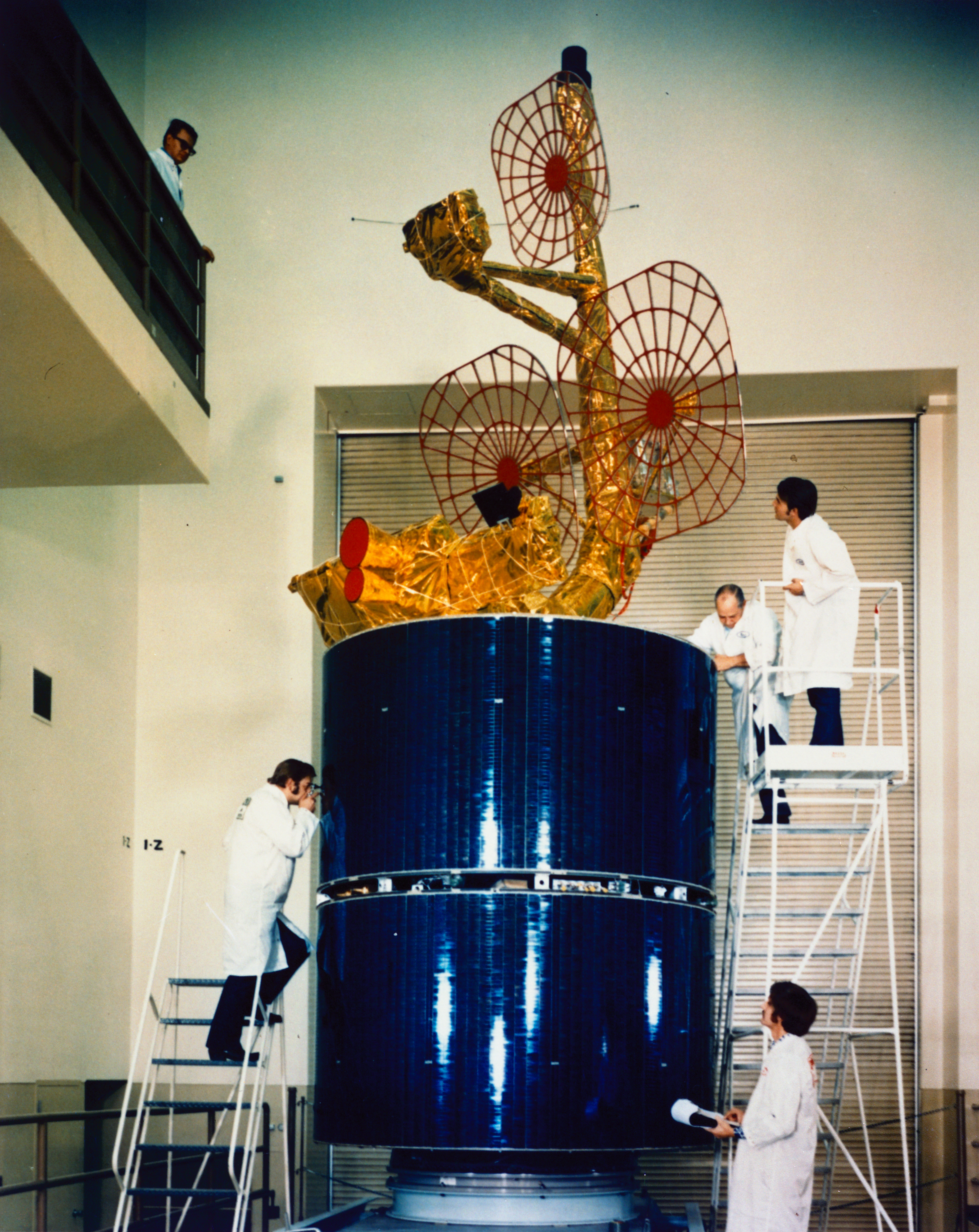
Satellite Intelsat IVA (1975).

Les responsables américains avaient repoussé la proposition de AT&T de développer un système de télécommunications spatiales de manière autonome. Après une longue période de gestation liée à des négociations complexes entre le Sénat, la présidence des États-Unis, le lobby des industriels et la NASA, l'administration américaine Kennedy fait voter par le Congrès le Communications Satellite Act de 1962 qui fournit un cadre réglementaire pour le développement des télécommunications spatiales aux États-Unis. Il confie la création et la gestion de celles-ci à une société privée, la COMSAT détenue par les principales entreprises de télécommunications américaines (AT&T, ITT, RCS…) et des investisseurs privés (sociétés aérospatiales…). COMSAT, qui devient le premier opérateur de satellites de télécommunications, est placée sous la supervision du régulateur américain des télécommunications la FCC. Le mandat de COMSAT est double. D'une part il doit déterminer la viabilité commerciale d'un système de télécommunications spatiales et, si l'évaluation est positive, mettre sur pied ce système. D'autre part, dans la mesure où ce type de réseau vise à supprimer la barrière des océans, il ne peut être qu'international et COMSAT a pour mission de créer un organisme réunissant autant de pays que possible pour permettre à ce système de fonctionner. Pour financer son développement la société, qui ne reçoit aucune subvention, s'introduit en bourse avec succès en 1964 parvenant à lever 196 millions US$.

### Création d'Intelsat (1964)
Le nouveau système de télécommunications dépasse le cadre des seuls États-Unis car il porte à l'époque sur les communications internationales longue distance et vise à supprimer la barrière des océans dont le franchissement par des câbles sous-marins n'autorise que des volumes restreints. Compte tenu de son caractère international il implique la réalisation de stations de réception terrestres dans d'autres pays, la définition de protocoles techniques communs et d'agréments sur la tarification... Dans ce domaine des jalons ont été posés dans le cadre des projets qui ont précédé. Ainsi pour le satellite TELSTAR AT&T a passé un accord avec les sociétés de télécommunications européennes - les Anglais General Post Office (ancêtre de British Telecom) et Français PTT, qui étaient déjà ses partenaires pour des projets de câbles de télécommunications sous-marins. Ces accords ont débouché notamment sur la construction des stations d'Andover (États-Unis) et de Pleumeur-Bodou en France La NASA élargit le cadre de ces accords pour ses projets RELAY et SYNCOM. À l'époque du lancement d'Intelsat I des stations terrestres sont opérationnelles au Royaume-Uni, en France, en Allemagne, en Italie, au Brésil et au Japon.
Des négociations sont menées en 1963 et 1964 entre les différents pays de la sphère occidentale pour créer une organisation internationale qui serait propriétaire des futurs satellites de télécommunications et assumerait la gestion du système. En août 1964 l'organisation International Telecommunications Satellite Consortium (Intelsat) est créée avec 15 pays membres (nombre porté à 48 fin 1965 et à 63 en 1972). La part détenue dans la nouvelle organisation est proportionnelle au volume de trafic prévu Compte tenu de cette règle, COMSAT, qui représente les États-Unis au sein d'Intelsat, détient la principale participation de la nouvelle organisation (61 %), suivi par British Post Office qui représente le Royaume-Uni (8 %) (globalement les pays européens détiennent 30,5 %), le Canada, le Japon et l'Australie qui détiennent à eux trois 8,5 %. Initialement seuls les pays développés sont présents. L'Union soviétique et plus généralement les pays communistes n'adhèrent pas à la nouvelle organisation. Le fonctionnement d'Intelsat est régi par deux traités. Un premier texte signé par les différents gouvernements détermine le fonctionnement général de l'organisation. Un deuxième traité propre à chaque pays et signé par l'entité responsable des télécommunications dans celui-ci détermine le fonctionnement opérationnel. Les accords de 1964 reflètent la position dominante des États-Unis qui est le seul des membres à maitriser la technique des satellites de télécommunications et à posséder des lanceurs adaptés. Les pays membres obtiennent que le traité soit provisoire et que son contenu soit revu au bout de 5 ans pour mieux prendre en compte les intérêts des différents pays. Au terme de l'accord provisoire COMSAT prend en charge le segment spatial, c'est-à-dire la construction et le contrôle en orbite des satellites, tandis que chaque pays membre développe le segment terrestre, c'est-à-dire les stations d'émission et de réception ainsi que leur connexion à leur réseau de télécommunications. Au cours de la première décennie COMSAT construit 65 stations terrestres aux États-Unis.
En 1963 et 1964 deux satellites Telstar, deux satellites RELAY et deux satellites SYNCOM, ont été placés en orbite et ont permis la mise au point des premiers composants techniques nécessaires pour les télécommunications spatiales. COMSAT dispose de suffisamment de fonds pour faire construire la demi-douzaine de satellites placés en orbite moyenne proposés par AT&T/RCA et incorporant le meilleur des techniques mises au point avec les satellites TELSTAR et RELAY. Mais la société choisit, à la fois pour des raisons financières et techniques, de faire construire un satellite circulant en orbite géostationnaire. En avril 1964 la société passe commande du premier satellite de télécommunications commercial auprès du constructeur Hughes. Ce petit satellite de 38,5 kg dispose de deux répéteurs et reçoit les télécommunications dans la bande 6 GHz et les réémet dans la bande de 4 GHz. Le satellite Intelsat I (Early Bird) est lancé en avril 1965 et est positionné avec succès en orbite géostationnaire à 28° de longitude au-dessus de l'Océan Atlantique. Le nouveau satellite augmente d'un seul coup des deux tiers le nombre de lignes de télécommunications simultanées entre l'Europe et les États-Unis.

### Développement technique et commercial

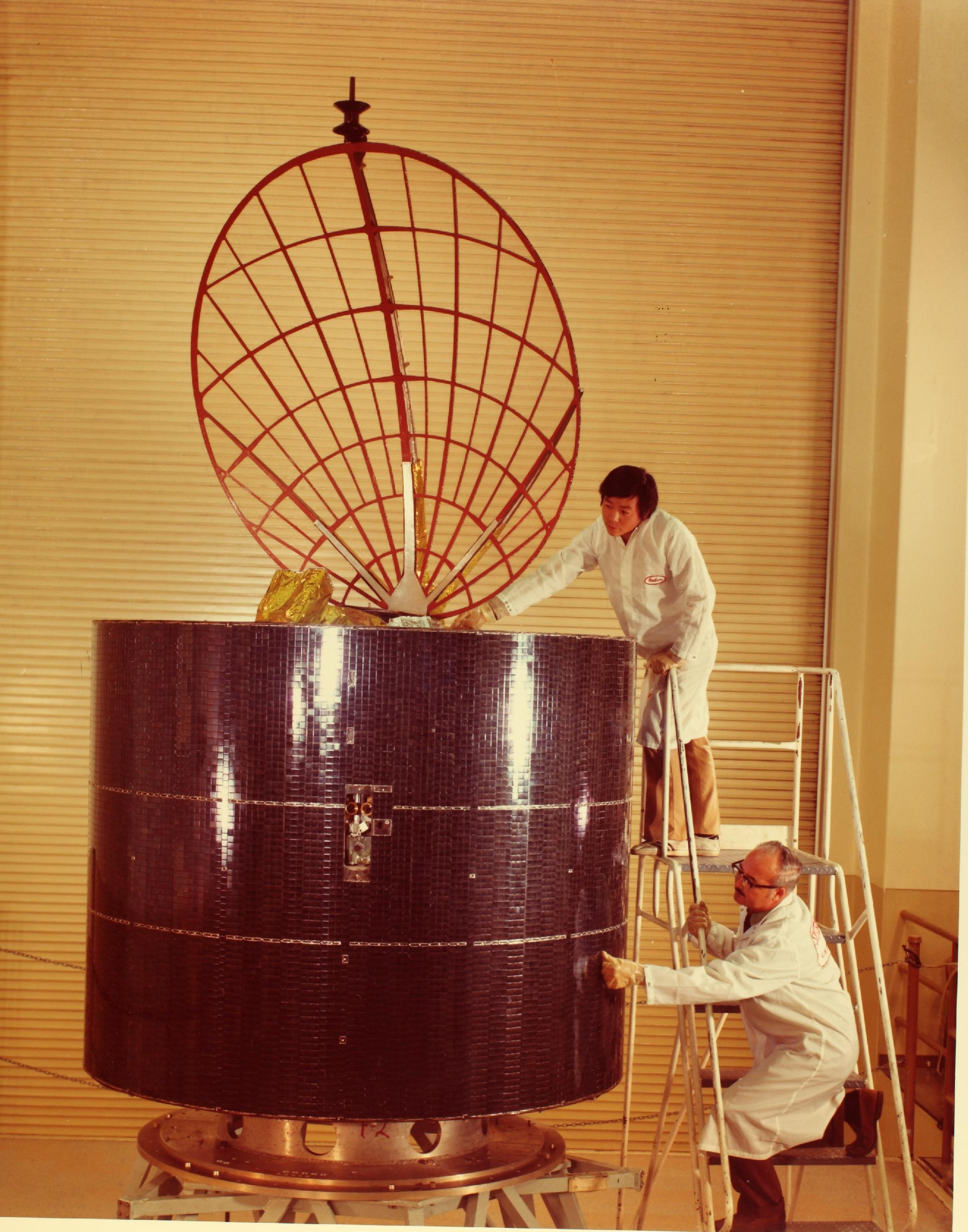
Anik A (Canada) est le premier satellite de télécommunications destiné à assurer des liaisons téléphoniques domestiques.

Intelsat I avait des capacités limitées : il ne pouvait mettre en contact que deux stations terrestres à un moment donné et la retransmission d'une émission de télévision nécessitait l'interruption de toutes les liaisons téléphoniques. Mais son succès entérine le choix technique de l'orbite géostationnaire et le bureau exécutif d'Intelsat décide de commander auprès de Hughes trois satellites Intelsat II dont la masse est portée à 87 kg grâce à l'augmentation des capacités du lanceur Thor-Delta. Ces nouveaux satellites, qui gèrent le mème nombre de liaisons mais peuvent désormais maintenir des liaisons simultanément avec plusieurs stations terrestres, sont positionnés au-dessus de l'Océan Atlantique et de l'Océan Pacifique. Ils permettent une progression importante du volume des télécommunications internationales et Intelsat dégage pour la première fois un bénéfice sur le 4e trimestre 1967. La troisième génération Intelsat III, permet d'assurer la couverture complète de la planète, Océan Indien compris, à compter de mai 1969. Ces satellites, beaucoup plus puissants, ont une masse de 152 kg et permettent de gérer simultanément 1200 circuits téléphoniques ou 4 chaines de télévision ou de combiner la diffusion d'une chaine de télévision tout en assurant 700 liaisons téléphoniques. Les antennes sont fixées sur une plateforme contre-rotative ce qui permet de maintenir leur pointage vers la Terre et de concentrer la puissance rayonnée vers les stations terrestres au lieu de la disperser en partie dans l'espace. Ils jouent un rôle central dans la retransmission en direct de l'atterrissage sur la Lune de l'équipage d'Apollo 11 suivi par 500 millions de téléspectateurs. L'accroissement important de la demande entraine la commande d'une nouvelle génération de satellites. L'étage de fusée Centaur désormais au point permet à la fusée Atlas-Centaur de placer sur leur orbite géostationnaire les 730 kg des satellites Intelsat IV déployés à compter de 1971. Ceux-ci disposent de 12 répéteurs, de deux antennes grand gain en plus de l'antenne principale et ont une capacité de 4000 circuits téléphoniques plus deux chaines de télévision.
| Date      | Famille de satellite | Masse en orbite (au lancement) | Capacité                                           | Innovation technique                                   | Nombre de satellites | Commentaire |
| --------- | -------------------- | ------------------------------ | -------------------------------------------------- | ------------------------------------------------------ | -------------------- | ----------- |
| 1964      | Intelsat I           | 38,5 kg (68 kg)                | 240 circuits vocaux ou 1 chaine de télévision      | 1er satellite de télécommunication commercial          | 1                    |             |
| 1967      | Intelsat II          | 87 kg (162 kg)                 | 240 circuits vocaux ou 1 chaine de télévision      | Accès simultané à plusieurs stations terrestres        | 4                    |             |
| 1968-1970 | Intelsat III         | 152 kg (293 kg)                | 1 200 circuits vocaux ou 4 chaines de télévision   | Antenne satellite pointée en permanence vers la Terre  | 8                    |             |
| 1971-1975 | Intelsat IV          | 730 kg (1 414 kg)              | 4 000 circuits vocaux et 2 chaines de télévision   | Antennes grand gain                                    | 8                    |             |
| 1975-1978 | Intelsat IVA         | 825 kg (1 525 kg)              | 20 répéteurs                                       | Réutilisation de fréquence (x2)                        | 6                    |             |
| 1980-1984 | Intelsat V           | 1 012 kg (1 928 kg)            | 12 000 circuits vocaux et 2 chaines de télévision  | Satellite stabilisé 3 axes, utilisation de la bande Ka | 6                    |             |
| 1989-1991 | Intelsat VI          | 1 910 kg (4 330 kg)            | 120 000 circuits vocaux et 3 chaines de télévision | Accès multiple par répartition temporelle (TDMA)       | 5                    |             |

### Apparition des opérateurs régionaux
En juin 1972, les autorités de régulation américaines, la FCC, autorisent l'utilisation des satellites pour les communications domestiques sur le territoire américain. Western Union lance Westar 1 en 1973 et COMSAT Comstar-1 en 1975. Mais le premier satellite prenant en charge des télécommunications domestiques est canadien. C'est le satellite Anik 1, lancé le 9 novembre 1972 ; il restera en exploitation jusqu'au 15 juillet 1982.
Le premier satellite de télécommunications géostationnaire stabilisé trois-axes est le satellite expérimental de la NASA ATS-6 lancé le 30 mai 1974, bientôt suivi par les satellites Symphonie, satellites de télécommunications réalisés en France et en Europe et les premiers stabilisés trois-axes en orbite géostationnaire à système de propulsion biergol pour la manœuvre de circularisation géosynchrone et le maintien à poste (précurseur des satellites modernes à partir des années 1990), et premier système complet (après le lancement du second modèle) avec tous les segments dédiés de contrôle et d'utilisation.
RCA Americom (devenue SES Americom de nos jours) lançant le satellite Satcom 1 le 12 décembre 1975. Satcom-1 (1975), construit par RCA Americom (devenue SES Americom, est le premier satellite commercial stabilisé 3 axes et de diffusion de programmes de télévision fut à l'origine du succès des chaînes câblées américaines comme WTBS, HBO, CBN, The Weather Channel, etc. en permettant à ces dernières d'atteindre par satellite les têtes de tous les réseaux locaux par câble. De plus, ce satellite était le premier utilisé par les grands réseaux de télévision, comme ABC, NBC ou CBS pour alimenter leurs filiales locales en programmes. Satcom 1 était très utilisé car il proposait deux fois plus de bande passante (24 transpondeurs au lieu de 12 pour Westar 1), et donc avait des coûts d'exploitations bien moindres.
En 1988 est inauguré le premier câble transatlantique utilisant la fibre optique TAT-8 (en). Sa capacité qui atteint 40 000 liaisons (à comparer aux 48 du premier câble transatlantique TAT-1 inauguré en 1956) annonce la fin de la supériorité des satellites de télécommunications sur le marché des appels à longue distance en point à point.

## Description technique

Dessin d'artiste satellite Spacebus Neo.

Un système de télécommunications par satellite comprend trois sous-ensembles :
- le segment spatial, qui est composé d'un ou plusieurs satellites de télécommunications actifs ou de rechange regroupés éventuellement en une constellation ;
- le segment de contrôle, qui comprend l'ensemble des équipements au sol utilisés pour contrôler et surveiller les satellites et piloter les échanges ainsi que les équipements associés embarqués à bord des satellites ;
- le segment terrestre, qui regroupe l'ensemble des stations terrestres utilisant les services fournis par les satellites de télécommunications. Ces stations peuvent avoir des caractéristiques très variées avec des antennes de réception d'une taille comprise entre plusieurs dizaines de mètres et quelques centimètres.

### Orbites

#### Satellites en orbite terrestre basse
Une orbite terrestre basse est une orbite circulaire entre 350  et   1 400 km de la surface de la Terre; en conséquence la période de révolution des satellites est comprise entre 90 minutes et 2 heures. En raison de leur faible altitude, ces satellites sont uniquement visibles dans un rayon de quelques centaines de kilomètres autour du point à la verticale duquel se trouve le satellite. De plus les satellites en orbite basse se déplacent rapidement par rapport à un point fixe sur Terre, donc même pour des utilisations locales, un grand nombre de satellites sont nécessaires si l'application exige une connectivité permanente.
Les satellites en orbite terrestre basse sont beaucoup moins chers à mettre en orbite que les satellites géostationnaires, et grâce à leur proximité avec le sol, demande une puissance de signal moins importante. Le coût de chaque satellite étant bien moindre, il peut être intéressant d'en lancer en plus grand nombre, le lancement étant aussi moins cher, ainsi que les équipements nécessaires à l'exploitation au sol.
Un ensemble de satellites fonctionnant de concert est connu sous le nom de constellation satellitaire. Plusieurs de ces constellations fournissent des services de téléphonie sans fil par satellite, à l'origine vers des zones isolées. Le réseau Iridium par exemple utilise 66 satellites. Le réseau Globalstar se compose, quant à lui, de 60 satellites.
Le réseau satellitaire d'O3b Networks, pour Google, 16 satellites de télécommunications en orbite basse devant offrir des services de déport de réseau Internet par satellite à faible période de latence vers les pays émergents et en voie de développement dans le monde entier à des vitesses pouvant atteindre 10 Gbit/s et d’une capacité totale combinée de 160 Gbit/s, est étudié en 2008 par Thales Alenia Space, dans le Centre spatial de Cannes - Mandelieu.
Une autre utilisation possible de ces systèmes est l'enregistrement de données reçues lors du passage au-dessus d'une zone terrestre, et sa retransmission lors du passage sur une autre zone. Ce sera le cas avec le système CASCADE, du projet canadien CASSIOPE de communication par satellite.

#### Satellites enorbite de Molnia
Les satellites géostationnaires sont nécessairement à la verticale de l'équateur. En conséquence, ils sont assez peu intéressants sous des latitudes élevées : dans de telles régions, un satellite géostationnaire apparaîtra très bas sur l'horizon; la liaison pourra alors être perturbée par les basses couches de l'atmosphère. Le premier satellite Molnia a été lancé le 23 avril 1965 et fut utilisé pour des transmissions expérimentales de télévision, l'émission se faisant depuis Moscou, et différentes réceptions en Sibérie et dans l'Extrême-Orient russe, à Norilsk, Khabarovsk, Magadan et Vladivostok. En novembre 1967, les ingénieurs soviétiques créèrent un système de télévision nationale par satellite unique, appelé Orbita, basé sur des satellites Molnia.
L'orbite de Molnia se caractérise par un apogée de l'ordre de 40 000 km situé au-dessus de l'hémisphère nord et un périgée de l'ordre de 1 000 km est au-dessus de l'hémisphère sud. De plus son inclinaison sur l'équateur est forte, 63,4°. Les propriétés de cette orbite garantissent que le satellite passe la plus grande partie de son orbite au-dessus des latitudes les plus nordiques, période durant laquelle son empreinte au sol change relativement peu puisqu'il se déplace plus lentement. Sa poursuite en est ainsi facilitée. La période de cette orbite est d'une demi-journée (12 heures), ce qui rend le satellite utilisable durant 8 heures à chaque révolution. Ainsi, une constellation de trois satellites Molnia (plus un de secours en orbite) pouvait fournir une couverture permanente des latitudes nord.
Les satellites en orbite de Molnia sont essentiellement utilisés pour des services de téléphonie et de télévision au-dessus de la Russie. Une autre application permet de les utiliser pour des systèmes de radio mobile (même sous des latitudes moins élevées) car les véhicules circulant dans des aires fortement urbanisées ont besoin de satellites avec des élévations importantes pour garantir une bonne connectivité même en présence d'immeubles élevés.
Le DoD des États-Unis utilise également une telle orbite pour des satellites de surveillance et de communications. En effet, en raison de sa période de 12 heures, un satellite qui atteint un premier apogée au-dessus de la Russie, pour 8 heures environ d'utilisation opérationnelle, passera 8 heures dans les mêmes conditions au-dessus de l'Amérique du Nord à l'orbite suivante.

## Applications

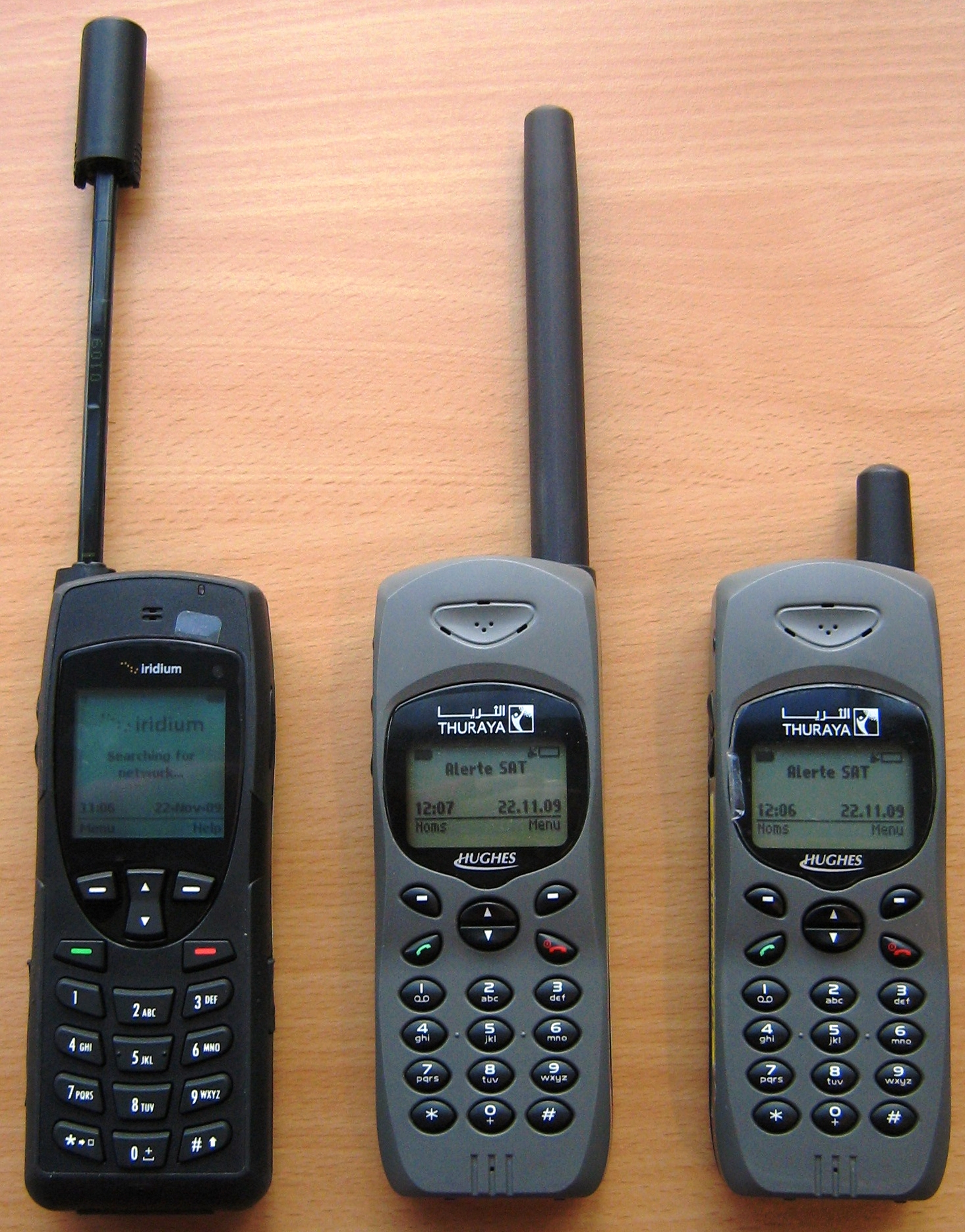
Exemple de téléphones satellitaires

### Téléphonie
Même concurrencée par les câbles optiques terrestres ou sous-marins, l'application qui est toujours la plus importante pour les satellites de communication est la téléphonie internationale. Les centraux locaux transportent les appels jusqu'à une station terrienne (aussi appelée téléport), d'où ils sont émis en direction d'un satellite géostationnaire. Ensuite ce satellite les retransmet vers une autre station qui procède à la réception et l'acheminement final. Les téléphones mobiles satellitaires (depuis des bateaux, avions, etc.) eux se connectent directement au satellite. Ils doivent donc être en mesure d'émettre un signal et de le pointer vers le satellite même en cas de mouvements (vagues sur un bateau, déplacement et turbulences en avion).

### Télévision et radio
En télévision et radio, on sépare traditionnellement les utilisations en deux groupes : services occasionnels (OU pour Occasional Use, en français liaisons de contributions, ou transmissions) et services permanents (ITV pour International TV, en français diffusion). En effet, le nombre de récepteurs varie : maximum quelques dizaines de professionnels en OU, illimité en ITV. Les contraintes techniques sont donc totalement différentes, tout en utilisant les mêmes satellites.
Un service ITV transmet à destination de petites antennes de réception (de 60  à   110 cm en Europe) situées directement chez les particuliers. En général les fréquences utilisées étaient dans la bande K (Ku, de 10,70  à   12,75 GHz, Ka, de 20  à   30 GHz), même si de nos jours, avec l'évolution des technologies, on est en mesure de diffuser en bande C (de 3,7  à   4,2 GHz) vers des particuliers (c'est le cas du bouquet Canal Horizon en Afrique par exemple). On parle de diffusion DTH (Direct-To-Home, c’est-à-dire directement vers le particulier). Les principaux opérateurs en Europe sont BSkyB au Royaume-Uni, CanalSat en France, Bell Télé et Shaw Direct au Canada, Sky Angel aux États-Unis d'Amérique.
Un service OU est une liaison de A vers B (cas d'une unilatérale) ou de A vers B, C, D... avec un nombre limité de récepteurs (cas d'une multilatérale). À l'origine, ces services utilisaient la bande C et la moitié inférieure de la bande Ku. De nos jours, tout le monde utilise les fréquences disponibles, la ressource étant limitée, le besoin grand et les contraintes techniques liées à l'utilisation de telle bande plutôt que telle autre ayant tendance à disparaître. Ce sont des liaisons utilisées pour ramener des images non montées au siège d'une chaîne par exemple, ou pour couvrir en direct un événement extérieur. On rencontre aussi des applications de télémédecine, d'enseignement à distance, de visioconférence internationale, etc. Ce type de service est aussi utilisé pour assurer l'alimentation en image de clients d'agences (comme l'UER, APTN, Reuters).
Par le passé, les satellites utilisés pour les services OU étaient différents des satellites pour les services ITV. En effet, ils émettaient à des puissances moindres, ce qui nécessitait des antennes avec un fort gain, donc un grand diamètre (4,80–6,30 m en bande Ku, 11–13 m voire plus en bande C, étaient des tailles couramment utilisées).
De nos jours, avec l'augmentation de la sensibilité des récepteurs, tout le monde utilise des satellites à puissance réduite, que ce soit en transmission ou en diffusion, les opérateurs garantissant la qualité des liaisons point à point grâce à la taille des antennes utilisées, ce qui leur permet de garder les grandes antennes qui n'auraient pas lieu d'être sinon. Mais rien n'empêche un particulier, équipé d'un système de réception très sensible, de recevoir sur une petite antenne des liaisons unilatérales qui ne lui sont pas destinées (si ces dernières ne sont pas cryptées bien sûr, ce qui est de plus en plus rare). Il n'est d'ailleurs pas rare de nos jours de voir les opérateurs satellites mélanger plusieurs signaux numériques sur les mêmes satellites, voire parfois sur les mêmes répéteurs, tous les types de transmissions. Enfin, certains canaux des bouquets européens sont réservés à des liaisons privatives cryptées.
En Europe, les deux principaux opérateurs de transmissions (qui exploitent les liaisons, mais ne sont pas forcément propriétaires des satellites ou des canaux utilisés) sont Globecast, filiale d'Orange S.A. et Arqiva (ex NTL Broadcast) qui a racheté BT Media and Broadcast, ex-filiale de BT Group. Ces opérateurs gèrent aussi bien des téléports (station d'émission et de réception) que des flottes de camions SNG (Satellite News Gathering, c’est-à-dire : camion de transmissions satellite).

### Télévision mobile
À l'origine destinées à la diffusion vers des points de réceptions fixes, les technologies de diffusion de télévision par satellite ont pris un tournant en 2004, avec l'arrivée de deux nouveaux systèmes de transmissions par satellites aux États-Unis. Les systèmes SIRIUS et XM Satellite Radio Holdings permettent en effet la diffusion de télévision par satellite vers des récepteurs mobiles. Des constructeurs ont aussi lancé de nouvelles antennes spéciales pour la réception mobile de télévision satellite. Utilisant la technologie GPS comme référence, ces antennes se repointent automatiquement vers le satellite, quelle que soit la position et le mouvement du support de l'antenne. Ce type d'antenne satellite mobile est très apprécié des propriétaires de camping-cars par exemple. Ces antennes sont aussi utilisées par la compagnie aérienne JetBlue, qui permet ainsi à ses passagers d'avoir une chaîne de télévision en direct, visible en vol sur des moniteurs LCD montés dans les dossiers des sièges.

### Radio-amateur
Les opérateurs radio-amateurs ont accès aux satellites OSCAR qui ont été réalisés par des universités ou des clubs radio-amateur, et lancés par exemple en passager auxiliaire avec des satellites d'observation. La plupart de ces satellites fonctionnent comme des répéteurs et sont en général accessibles aux amateurs équipés en UHF ou en VHF avec des antennes très directives, comme des antennes de type Yagi, ou des antennes paraboliques. En raison des limitations des équipements au sol, la plupart de ces satellites sont dans une orbite terrestre basse, et ne peuvent transmettre qu'un nombre limité de contacts courts à un moment donné. Certains de ces satellites fournissent aussi de la retransmission de données, utilisant les protocoles AX.25 ou similaires.

### Internet et données par satellite
Depuis quelques années, les techniques de communication par satellite sont utilisées pour des connexions à Internet à haut débit. C'est surtout très utile pour des utilisateurs très isolés qui ne peuvent pas être connectés en ADSL ou via le réseau téléphonique. Ces techniques servent aussi pour des entreprises ou des organisations implantées mondialement et ne voulant pas dépendre d'un opérateur de télécommunication local pas toujours fiable, et qui veulent que tous leurs réseaux soient gérés par le même opérateur.
Enfin, l'utilisation d'un satellite pour l'échange de données permet de se passer des FAI locaux, censurés et espionnés la plupart du temps, quand ils ne tombent pas « en panne » en cas de manifestations (voir l'affaire birmane en 2007).

### Cinéma numérique
Préparation et présentation à Paris, le 29 octobre 2001,, de la première transmission de cinéma numérique par satellite en Europe d'un long métrage cinématographique par Bernard Pauchon, Alain Lorentz, Raymond Melwig et Philippe Binant,,. Cette démonstration marque l'origine, en France, de l'application des télécommunications à l'industrie cinématographique avec les retransmissions par satellites d'opéras et d'événements dans les cinémas, l'acheminement des rushes dans les salles de vision et des films dans les salles de cinéma.

### Aide aux systèmes de positionnement
Plusieurs satellites de télécommunications géostationnaires sont utilisés actuellement comme aide aux utilisateurs du système GPS et bientôt GLONASS et Galileo. La technique est connue sous le nom de SBAS (Satellite Based Augmentation System) est une première étape dans le sens d'établir un système de positionnement par satellites mondial. Il s'agit d'un ensemble de satellites géostationnaires destinés à renseigner en temps réel les utilisateurs de GPS sur la qualité de signaux qu'ils reçoivent. Trois ensembles sont actuellement en activité : EGNOS pour l'Europe, WAAS pour les États-Unis, CWAAS pour le Canada, et MSAS (Multifunctional Transport Satellite Space-Based Augmentation System appelé aussi QZSS : Quasi-zenith Satellite System) pour le Japon. Le système SNAS (Satellite Navigation Augmentation System) de la Chine entre dans cette catégorie. L'Inde a également entrepris d'implanter son propre système GAGAN (GPS And GEO Augmented Navigation) en attendant un système plus vaste IRNSS (Indian Regional Navigation System).

### Satellite relais
Les satellites relais, dont les principaux sont ceux du système TDRSS américain, permettent de relayer les communications des satellites d'observation en orbite basse ou des vols habités, sans dépendre des réseaux de stations au sol. Ces satellites ont été développés à la fois pour assurer la retransmission des images de surveillance en temps réel, que des missions civiles.
Le satellite en orbite basse est équipé d'un terminal TDRSS muni d'une antenne dirigée vers l'orbite géostationnaire, les données sont retransmises en temps réel vers les stations du système TDRSS situées aux États-Unis. Quatre satellites sont en orbite pour une couverture globale.
Les satellites de télécommunications peuvent être utilisés également pour servir de relais pour les transmissions de données d'observation d'objets volants à basse altitude, tels que les drones. Le drone Harfang de l'Armée de l'air française utilise les satellites Eutelsat, en orbite géostationnaire, pour de telles transmissions.

## Marché
En 2000, Hughes Space and Communications, racheté depuis par Boeing Satellite Development Center, avait construit près de 40 % des satellites en exploitation dans le monde entier. Les autres fabricants importants sont Space Systems/Loral, Lockheed Martin Space Systems, Northrop Grumman, Thales Alenia Space et EADS Astrium Satellites. ISS Reshetnev en fabrique pour la Russie.
Vers les années 2010, le marché annuel des satellites de télécommunications en orbite géostationnaire est en moyenne de 20  à   25 satellites par an, réalisés pour la plupart par quatre américains : Space Systems/Loral, Boeing, Lockheed Martin, Orbital Sciences ; et deux européens : Astrium Satellites et Thales Alenia Space.

## Problématique de transmission
Puisqu'un satellite géostationnaire se trouve à environ 36 000 km d'altitude, une onde radio met un peu plus de 100 ms pour l'atteindre, et autant pour être acheminée à sa destination finale, d'où l'accusé de réception repart en sens inverse. La durée totale du cheminement total est de 400 ms. Non seulement ce délai se montre très gênant lors des communications téléphoniques (phénomène d'écho), mais il complique notablement la gestion des accusés de réception dans les transmissions par paquet, les en-cours se comptant alors par millions.
Exemple : sur un canal ATM courant à 622 Mbit/s, il convient de remarquer que les bits en transit (déjà partis et pas encore arrivés) sont à tout moment au nombre de 124 millions, soit 15,5 Mo.

## Chronologie
| Date      | Domaine | Description |
| --------- | ------- | --- |
| 1932      |         | Invention du Tube à ondes progressives, composant central des futurs satellites de télécommunications.                                                                                               |
| 1945      |         | Arthur C. Clarke publie un article sur le rôle que pourrait jouer des satellites de télécommunications placés en orbite géostationnaire.                                                             |
| 1955      |         | John R. Pierce publie un article détaillant les caractéristiques, les avantages et les couts d'un satellite de télécommunications.                                                                   |
| 1956      |         | Inauguration du premier câble transatlantique (TAT-1) permettant d'assurer des télécommunications longue distance à travers les océans.                                                              |
| 1957      |         | Début de l'ère spatiale : premier satellite artificiel placé en orbite (Spoutnik 1). |
| 1958      |         | SCORE premier satellite de télécommunications expérimental (satellite passif). |
| 1961      |         | Développement des satellites de télécommunications expérimentaux Telstar 1, RELAY et Syncom. |
| 1961      |         | Lancement de Telstar et Relay. |
| 1962      |         | l'administration américaine Kennedy fournit un cadre réglementaire pour les télécommunications spatiales : le Communications Satellite Act de 1962.                                                  |
| 1963      |         | Lancement de Syncom, premier satellite géostationnaire. |
| 1964      |         | Création de l'organisation internationale Intelsat chargée de gérer le système de télécommunications spatiales des pays membres.                                                                     |
| 1965      |         | Lancement de Intelsat I premier satellite de télécommunications opérationnel. |
| 1969      |         | Lancement de la série Intelsat III fournissant une couverture complète de la planète. |
| 1972      |         | Lancement du satellite canadien Anik A1 premier satellite de télécommunications domestique. |
| 1975      |         | Intelsat IVA : premier satellite à utiliser la double polarisation. |
| 1974      |         | Symphonie ; satellite de télécommunications franco-allemand. |
| 1975      |         | Satcom-1 premier satellite commercial stabilisé 3 axes et de diffusion de programmes de télévision.                                                                                                  |
| 1976      |         | Marisat F1 : premier satellite de télécommunications reliant des mobiles (navires). |
| 1977      |         | Création de l'organisation internationale Eutelsat exploiter la première génération de satellites de communication commandés par l’Agence spatiale européenne (ESA).                                 |
| 1979      |         | Création de l'organisation internationale Inmarsat pour gérer les systèmes de télécommunications spatiales maritimes et les systèmes de prévention des risques et de secours via le segment spatial. |
| 1988      |         | Inauguration de TAT-8 (en) premier câble transatlantique utilisant la fibre optique annonce le glas du marché des communications téléphoniques longue distance par satellite.                        |
| 1993      |         | Création de la norme de codage du signal pour la diffusion par satellite de programmes de télévision DVB-S.                                                                                          |
| 1995-2001 |         | La bulle Internet suscite de nombres projets de constellations de satellites en orbite basse. |
| 1998      |         | Mise en service du premier réseau de téléphonie par satellite : Iridium. Première constellation de satellites en orbite basse.                                                                       |
| 2001      |         | Privatisation des organisations internationales Intelsat et Inmarsat. |